# Awilco Offshore
Awilco Offshore war ein Unternehmen aus Norwegen mit Firmensitz in Oslo.
Awilco Offshore baut und betreibt Erdölplattformen. Das Unternehmen entstand im Februar 2005, als es den Offshore Erdölsektor vom Unternehmen Anders Wilhelmsen Group übernahm und zur gleichen Zeit das Unternehmen NOK erwarb. Im April 2005 erwarb Awilco Offshore 20,7 Prozent am Unternehmen Petrojack. Im Dezember 2005 fusionierte Awilco mit dem Unternehmen Offshore Rig Services.
Im Juli 2008 gab die China Oilfield Services für Awilco Offshore ein Übernahmeangebot in Höhe von 2,5 Mrd. US-Dollar ab, das von dem Unternehmen angenommen wurde. Im September 2008 wurde die Übernahme abgeschlossen und Awilco Offshore vollständig in die bestehende Konzernstruktur integriert.